# Microtus paradoxus
Microtus paradoxus är en gnagare i släktet åkersorkar som förekommer i Centralasien. Populationen infogades en längre tid som synonym i Microtus socialis eller Microtus irani.

## Utseende
Denna åkersork blir 8,7 till 12,2 cm lång (huvud och bål), har en 2,1 till 3,0 cm lång svans och väger 30 till 62 g. Honor har allmänt en större variation i storleken och de är oftast tyngre. Den mjuka pälsen har på ovansidan en ljus gråbrun färg och undersidan är täckt av ljusgrå päls. Honor har två par spenar på bröstet och två par vid ljumsken. Arten har i varje käkhalva en framtand, ingen hörntand, ingen premolar och tre molarer, alltså 16 tänder i hela tanduppsättningen. Hos Microtus paradoxus är kraniet robust och hjärnskålen ungefär kvadratisk.

## Utbredning
Utbredningsområdet ligger i södra Turkmenistan och i angränsande regioner av Iran. Två små avskilda populationer lever i västra Turkmenistan respektive vid Kaspiska havets sydöstra hörn. Microtus paradoxus vistas i kulliga områden och i bergstrakter mellan 300 och 2500 meter över havet. Habitatet utgörs av stäpper med några buskar och träd. I halvöknar besöks områden nära vattendrag med lite rikare växtlighet. Arten hittas även i trädgårdar och i regioner där foderlusern odlas.

## Ekologi
Under varma årstider söker Microtus paradoxus vid skymning och gryningen efter föda. Den är mer dagaktiv under andra årstider och den rör sig mellan marken och snötäcket under vintern. En familjegrupp av flera exemplar skapar ett komplext tunnelsystem som täcker en yta av 5 till 12 m². Boet ligger vanligen tät under markytan men några delar kan ligga 70 cm djupa. Boet har flera ingångar och mellan dessa skapas stigar genom att trampa ned växtligheten. Flera bon ligger intill varandra och tillhörande grupper bildar en koloni. Kolonins revir är allmänt 100 till 300 m² stort. Microtus paradoxus är aggressivare mot artfränder än andra åkersorkar.
I gångsystemet eller i gömmor lagras föda som kan väga upp till 3,5 kg. Arten äter olika växtdelar som rötter, rotfrukter och frön inklusive odlade växter som vete, korn, havre och bomull. Fortplantningen sker mellan februari och oktober. Honor föder 5 till 7 ungar per kull efter 20 till 22 dagar dräktighet. Honor kan para sig direkt efter födelsen av den förra kullen men oftast sker parningen när den förra kullen inte längre diar. Nyfödda ungar är blinda, döva och nakna. De får sina första hår efter cirka 5 dagar och ögonen öppnas efter ungefär 13 dagar. I genomsnitt föder honor mellan våren och hösten kullar med 44 dagar avstånd.

## Bevarandestatus
Klimatförändringar med torrare landskap och intensivt bruk av betesmarker kan bli ett hot mot beståndet. I regionen inrättades några skyddszoner. Microtus paradoxus är fortfarande vanligt förekommande och den listas av IUCN som livskraftig (LC).